# كارل فيشر (لاعب كرة قاعدة)
كارل فيشر (بالإنجليزية: Carl Fischer)‏ هو لاعب كرة قاعدة أمريكي، ولد في 5 نوفمبر 1905 في مدينا في الولايات المتحدة، وتوفي بنفس المكان في 10 ديسمبر 1963.

## وصلات خارجية
- كارل فيشر على موقع دوري كرة القاعدة الرئيسي (الإنجليزية)
- كارل فيشر على موقعبيزبول رفرنس.كوم (الدوري الرئيسي) (الإنجليزية)
- كارل فيشر على موقع جمعية أبحاث البيسبول الأمريكية (الإنجليزية)
- كارل فيشر على موقع إي إس بي إن.كوم (أم.أل.بي) (الإنجليزية)